# Andrew Lockington
Andrew Lockington (Burlington, 31 januari 1974) is een Canadees filmcomponist.
Lockington werd geboren in een muzikale familie. Zijn ouders leerde hem op jonge leeftijd piano spelen. Hij speelde in zijn tienertijd bij een school rockband en studeerde orkestratie en compositie aan de Wilfrid Laurier University in Waterloo (Ontario). Na zijn studie verhuisde hij in 1997 naar Toronto waar hij zijn carrière begon als assistent bij filmcomponist Mychael Danna. Lockington won voor zijn compositorische werk vier BMI Film Music Awards met de films Journey to the Center of the Earth, Journey 2: The Mysterious Island, Percy Jackson: Sea of Monsters en San Andreas.
Lockington componeert zijn werk meestal in Los Angeles of Toronto waar hij met zijn vrouw en drie kinderen woont.

## Filmografie
| Jaar | Titel                              | Opmerkingen       |
| ---- | ---------------------------------- | ----------------- |
| 2001 | Xchange                            |                   |
| 2002 | Long Life, Happiness & Prosperity  |                   |
| 2003 | Fast Food High                     |                   |
| 2004 | Touch of Pink                      |                   |
| 2004 | Saint Ralph                        |                   |
| 2005 | Cake                               |                   |
| 2006 | Skinwalkers                        |                   |
| 2007 | How She Move                       |                   |
| 2008 | Journey to the Center of the Earth |                   |
| 2008 | One Week                           |                   |
| 2008 | City of Ember                      |                   |
| 2010 | Frankie & Alice                    |                   |
| 2011 | Beat the World                     |                   |
| 2012 | Journey 2: The Mysterious Island   |                   |
| 2013 | Percy Jackson: Sea of Monsters     |                   |
| 2013 | Siddharth                          |                   |
| 2015 | San Andreas                        |                   |
| 2016 | Incarnate                          |                   |
| 2017 | The Space Between Us               |                   |
| 2017 | Meditation Park                    |                   |
| 2018 | Rampage                            |                   |
| 2018 | Time Freak                         |                   |
| 2019 | The Kindness of Strangers          |                   |
| 2021 | Trigger Point                      | met Michael White |

## Overige producties

### Televisiefilms
| Jaar | Titel                                          | Opmerkingen       |
| ---- | ---------------------------------------------- | ----------------- |
| 1998 | At the End of the Day: The Sue Rodriguez Story | met Mychael Danna |
| 2001 | Stranger Inside                                | met Mychael Danna |
| 2003 | Cosmopolitan                                   |                   |
| 2006 | One Dead Indian                                |                   |
| 2006 | The House Next Door                            |                   |
| 2008 | Left Coast                                     |                   |
| 2009 | Deadliest Sea                                  |                   |
| 2015 | Pirate's Passage                               |                   |

### Televisieseries
| Jaar | Titel               | Opmerkingen                       |
| ---- | ------------------- | --------------------------------- |
| 2003 | 1-800-Missing       | 2003-2006, ook bekend als Missing |
| 2009 | Santuary            | 2009-2011                         |
| 2012 | Primeval: New World | 2012-2013                         |
| 2016 | Aftermath           | met Michael White                 |
| 2016 | Frontier            | 2016-2018                         |
| 2019 | Delhi Crime         |                                   |
| 2019 | Daybreak            |                                   |
| 2021 | American Gods       |                                   |
| 2021 | Mayor of Kingstown  |                                   |

- Gemeinsame Normdatei: 138902550
- International Standard Name Identifier: 0000 0001 1499 4024
- Library of Congress Control Number: no2009037442
- MusicBrainz: 7eebfc3f-4897-4fdf-a428-4a92a1ad6849
- Nationale Bibliotheek van Tsjechië: xx0089079
- Nationale Bibliotheek van Israël: 987007424700705171
- Système universitaire de documentation: 233469761
- Virtual International Authority File: 161996876
- WorldCat: E39PBJqk7PKQtYW7tYqdkYMwYP